# Opiętek czarny
Opiętek czarny (Agrilus ater) – gatunek chrząszcza z rodziny bogatkowatych i podrodziny Agrilinae. Zamieszkuje palearktyczną Eurazję. Larwy przechodzą rozwój w martwych lub obumierających pniakach, pniach i grubszych gałęziach topól i wierzb.

## Taksonomia
Gatunek ten opisany został po raz pierwszy w 1767 roku przez Karola Linneusza pod nazwą Buprestis ater.

## Morfologia

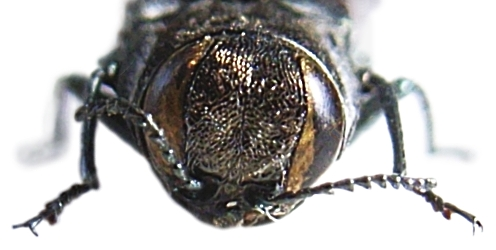
Imago, widok od przodu

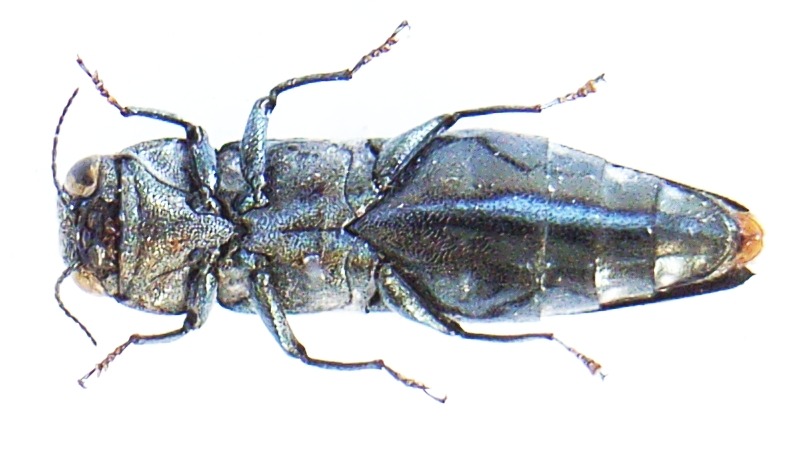
Imago, widok od spodu

Chrząszcz o mocno wydłużonym ciele długości od 6,5 do 11 mm, ubarwiony czarno, z wierzchu z oliwkowozielonym, brązowozielonym, spiżowym lub brązowoczarnym połyskiem. Głowa zaopatrzona jest w duże oczy niemal stykające się z przednią krawędzią przedplecza. Przedplecze ma podwójną krawędź boczną i zaopatrzone jest w parę przepasek z białawego owłosienia przy brzegach bocznych. Pokrywy mają trzy pary plamek z gęstego, białego owłosienia. Pierwsza zlokalizowana przy nasadzie pokryw, wewnętrznie od guzów barkowych, druga tuż przed środkiem długości pokryw, a trzecia w pobliżu szwu w tylnej ich połowie. Tylne końce pokryw mają osobno zaostrzone, ale nierozbieżne wierzchołki, każdy zaopatrzony, oprócz ząbkowania, w jeden prosty, ku tyłowi skierowany kolec. Odwłok jest granatowy. Na spodzie ciała plamki z gęstych, białych włosków umieszczone są na zewnętrznych stronach bioder tylnych odnóży, sternitach od drugiego do piątego oraz pleurytach pierwszych, trzecich, czwartych i piątych. Pygidium ma tył wyciągnięty w długi wyrostek.

## Ekologia i występowanie
Owad ten zasiedla m.in. nasłonecznione pobrzeża lasów, doliny rzeczne i nasadzenia przydrożne. Jest saproksyliczny. Ksylofagiczne larwy przechodzą rozwój w martwych lub obumierających, ale nie pozbawionych kory pniakach, pniach i grubszych gałęziach topól i wierzb. Stwierdzono ich żerowanie na topoli osice, topoli czarnej i wierzbie białej. Ich rozwój trwa od roku na południu zasięgu do trzech lat na północy. Osobniki dorosłe obserwuje się od czerwca do lipca. Bytują głównie w koronach drzew żywicielskich, gdzie prowadzą żer uzupełniający na liściach (foliofagia). Rzadko spotyka się je niżej, gdzie przysiadają na pniach, pniakach i kłodach drzew żywicielskich.
Gatunek palearktyczny, w Europie znany z Andory, Francji, Niemiec, Austrii, Włoch, Finlandii, Polski, Czech, Słowacji, Węgier, Białorusi, Ukrainy, Mołdawii, Rumunii, Bułgarii, Słowenii, Bośni i Hercegowiny, Serbii, Czarnogóry, Albanii, Macedonii Północnej, Grecji oraz europejskich części Turcji i Rosji. Poza Europą podawany jest z anatolijskiej części Turcji, Kazachstanu, syberyjskiej części Rosji oraz Korei Południowej.
Na „Liście zagrożonych roślin i zwierząt Finlandii” umieszczony został jako gatunek zagrożony, a na „Czerwonej liście bogatkowatych Saksonii-Anhalt” jako gatunek wymarły. Z kolei na „Czerwonej liście gatunków zagrożonych Republiki Czeskiej” umieszczony jest jako gatunek narażony na wymarcie (VU).